# Edith Williams
Edith Williams née le 24 juin 1899 et morte le 24 novembre 1979, est une vétérinaire canadienne, la deuxième femme du pays à terminer sa formation au Ontario Veterinary College (en). Compagne de Dr Frieda Fraser (en), leur correspondance donnée après la mort de Fraser à l'Université de Toronto est considérée comme un important héritage de l'histoire lesbienne du début du XXe siècle.

## Biographie

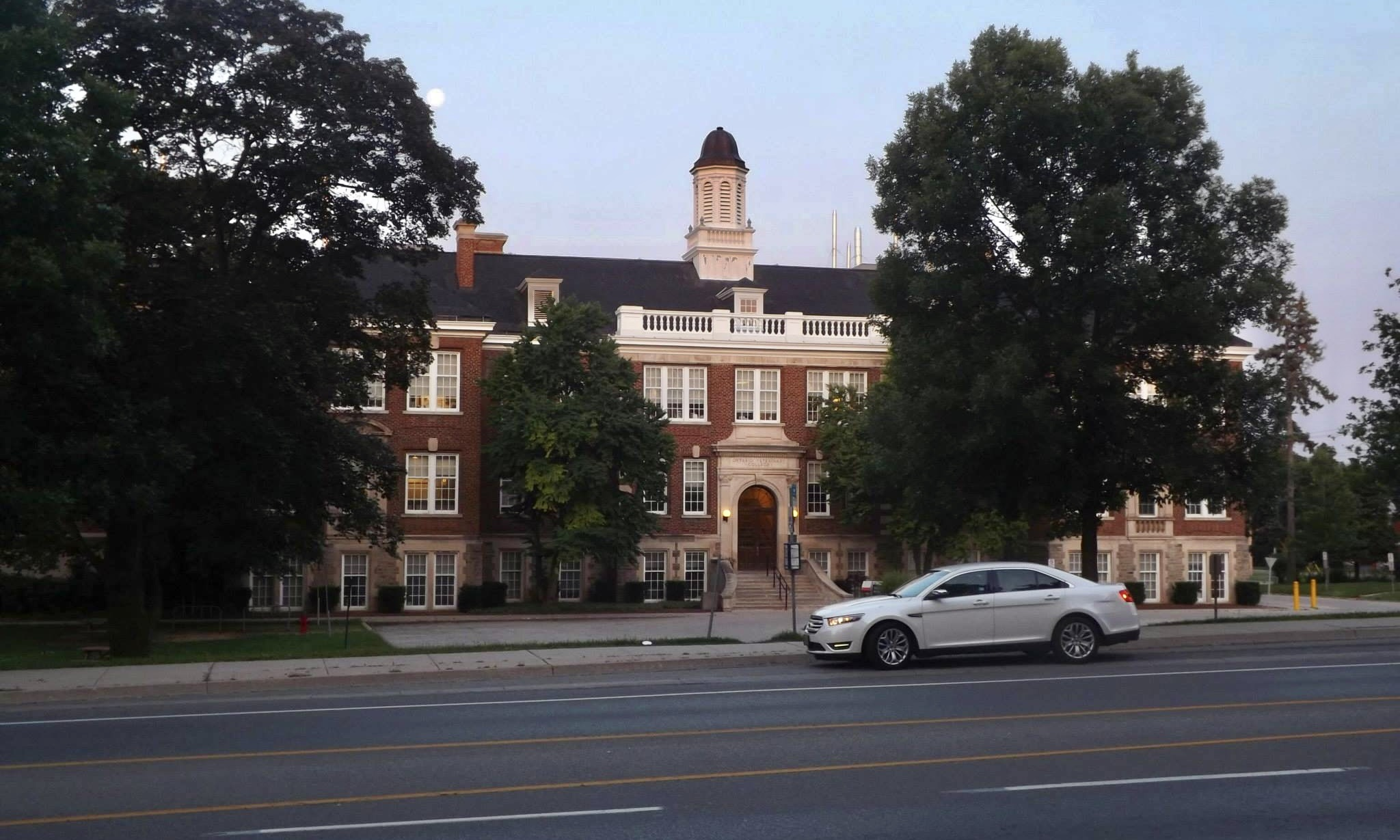

Edith Williams est née le 24 juin 1899 à York (Toronto), Ontario, au Canada, de Mary Jane (née Mitchell) et Arthur Robins Williams,. Son père était originaire de Birmingham, en Angleterre et a travaillé comme commis d'assurance. Elle avait deux sœurs aînées, Mary et Betty et a été très tôt surnommée « Bud », peut-être parce que ses parents avaient espéré un fils ou peut-être parce qu'une nièce ou un neveu avait du mal à prononcer Edith. Edith Williams a fréquenté une école privée pour filles, Glen Mawr, à Toronto pendant dix ans avant de s'inscrire au University College (Université de Toronto) en 1916. Rejoignant la sororité Kappa Alpha Theta, Edith Williams a rencontré Frieda Fraser (en) en 1917, entamant une relation qui durera toute sa vie,. Après un an, elle a abandonné mais a continué à voir Frieda Fraser et a échangé des lettres avec elle chaque fois qu'elles étaient séparées. Après la mort de son père en 1921, la famille de Williams l'a de plus en plus pressée de trouver un mari. En 1925, inquiète que les deux femmes passent trop de temps ensemble, la famille l'envoya en Angleterre pour s'occuper de deux tantes vieillissantes,.
Arrivée en Angleterre, Edith Williams a d'abord travaillé dans une banque à Londres. Puis comme commis à la succursale de Londres du ministère de l'Immigration de l'Ontario, traitant les formulaires d'émigration pour les personnes souhaitant déménager au Canada. Pendant ce temps, les lettres qu'elle et Frieda Fraser échangèrent étaient plus intenses et devinrent presque quotidiennes. Par leurs lettres, elles ont solidifié leur relation en discutant les objections de leurs parents, leur dévouement les uns envers les autres, leur travail et leurs rêves. Elles espéraient vivre ensemble et élever un enfant, ou même des jumeaux. Après près de trois ans à l'étranger, Edith Williams est revenue au Canada pour s'installer initialement avec sa mère et faire une demande d'admission à l'Ontario Agricultural College (en), qui lui a été refusée. Elle avait reçu en héritage d'un parent une ferme près d'Aurora (Ontario) et voulait acquérir des connaissances sur l'élevage. Au cours des années suivantes, elle et Frieda Fraser vivaient séparées mais à moins de 30 minutes de marche l'une de l'autre dans diverses résidences, tandis que Edith Williams demandait à plusieurs reprises son admission au collège agricole et au Ontario Veterinary College (en) (OEV) et élevait des volailles dans sa ferme.
En 1933, Edith Williams a habité la ferme à plein temps, ne revenant à Toronto que le week-end pour vendre ses produits et voir Frieda Fraser. Sa mère vivait avec elle et elles ont loué la maison familiale de Toronto pour gagner de l'argent. Enfin, en 1937, Edith Williams a été acceptée au Collège vétérinaire et a commencé à suivre des cours. La mère de Frieda Fraser est décédée, ouvrant enfin la voie à la possibilité de vivre avec Frieda Fraser. Bien que seule femme de sa classe, Edith Williams pensait qu'être une femme vétérinaire serait un avantage parce que de nombreux propriétaires d'animaux de compagnie étaient des femmes et la considéraient comme empathique. Edith Williams a obtenu son diplôme en 1941 et après avoir effectué un court stage à Montréal, elle est retournée à Toronto et a ouvert son propre cabinet. Lorsqu'elle a obtenu son diplôme, elle n'était que la deuxième Canadienne à avoir obtenu un diplôme vétérinaire.
Edith Williams a établi sa pratique à St. Clair et Mount Pleasant à Toronto et elle et Frieda Fraser ont loué une maison à proximité sur Heathdale Road. La même année, 1941, elles ont accueilli un enfant, un réfugié de guerre de Grande-Bretagne nommé Jenny Rodd, qui est resté avec elles jusqu'à la fin de la guerre. Edith Williams s'est spécialisée en tant que chirurgien et a préféré soigner des chiens et des chats,. Constatant les préjugés des hommes contre les femmes travaillant comme vétérinaires, elle a engagé d'autres femmes comme assistantes ou a associé sa clinique avec les leurs, aidant des femmes telles que Frances M. Gage (en), Suzanne Morrow Francis et Audrey Ellen Martin dans leur carrière,,.
À partir de sa quarantième année, Edith Williams, qui a toujours apprécié les activités de plein air, a pratiqué l'alpinisme. Elle et Frieda Fraser avaient un large cercle d'amis, y compris des femmes comme Frances Loring (en) et Florence Wyle (en),,. En 1959, le couple a acheté une maison située sur Burlington Crescent, près de la clinique d'Edith et y a vécu jusqu'à leur retraite. À cette époque, elles ont vendu leur maison et ont déménagé dans la ferme familiale de Frieda Fraser, à Burlington, en Ontario. La ferme était située sur l'escarpement du Niagara, près du Bruce Trail (en), dans un cadre très pittoresque. Frieda Fraser aimait jardiner et les jardins étaient bien entretenus. Edith Williams était une cuisinière exceptionnelle, qui aimait cuisiner pour ses clients.
Edith Williams a subi un grave accident vasculaire cérébral en décembre 1976 et ne s'en est jamais complètement remis, nécessitant des hospitalisations répétées à l'hôpital Queen Elizabeth. Frieda Fraser est venue quotidiennement de Burlington pour rendre visite à Edith Williams jusqu'à sa mort le 24 novembre 1979, après deux accidents vasculaires supplémentaires. À sa mort, des amis ont recueilli des fonds et créé une bourse portant le nom de Edith Williams à l'Université de Guelph, attribuée à des étudiants de premier cycle étudiant la médecine vétérinaire.

## Héritage
Après la mort de Frieda Fraser, sa famille a fait don des lettres du couple aux archives de l'Université de Toronto. La correspondance couvre la période de 1925 à 1941, période de séparation du couple. Une archive fermée, accessible avec l'autorisation de la famille. Les archives contiennent près de 1 000 lettres et constituent « l'une des plus grandes collections connues détaillant les expériences de la sexualité homosexuelle des femmes au début du XXe siècle en Amérique du Nord ». Les deux femmes ne se sont pas qualifiées de lesbiennes, bien qu'elles connaissent bien le terme. Compte tenu de la norme culturelle de leur époque qui décrivait les couples de même sexe comme malades, elles se qualifiaient de « femmes dévouées », faisant la distinction qu'elles n'étaient pas dépravées, mais avaient choisi leur façon de vivre ensemble. Elles ont utilisé leurs lettres pour créer et définir leur relation et discuter franchement avec d'autres partenaires homosexuelles,, mais aussi pour évaluer ce qu'elles pensaient de leur attirance. Toutes deux ont rejeté Freud et les théories pseudo-scientifiques qui plaidaient pour un ordre naturel qui régissait les actions humaines, croyant plutôt que leur attirance était biologique et innée, et non influencée par la vie en commun ou la haine de soi (en). La collection de lettres est une archive importante pour l'étude historique de la façon dont l'identité sexuelle est développée et reconnue dans le contexte contemporain d'une époque, et est une collection unique en ce sens que la plupart des archives similaires n'ont pas survécu.